# Кундуз (провінція)
Кунду́з — (пушту کندز, дарі قندوز Kundûz) — провінція на північному сході Афганістану. На заході межує з провінцією Балх, на сході — з Тахаром, на півдні — з Багланом, на південному заході — з провінцією Саманган.

## Історія
- За доби греко-бактрійського царства на території провінції було розташовано місто Ай-Ханум.
- У 1918–1938 роках провінція була форпостом і перевалочною базою численних загонів басмачів «курбаші» — Ібрагім-Бека, Мадамін-Бека, Махмуд-бека, Джунаїд-Хана, Утан-Бека, Курширмата, Абдул Ахад Кари, Сейїд-Мубашир-Хана Тіразі, Енвер-Паші, Джафар-Хана, Сардара, Нурмамада, Кізіл-Аяка й інших.
- На початку 1990-х років тут розташовувались опорні й перевалочні бази непримиренної таджицької опозиції.

## Населення
Основне населення провінції складають пуштуни й таджики, також тут проживають узбеки, хазарейці, туркмени, фарсомовні етнічні араби й інші народи.

## Райони

Райони Кундузу

- Аліабад
- Арчі
- Імам-Сахіб
- Ханабад
- Кундуз
- Калайї-Зал
- Чахардара

## Населені пункти
- Ісакель
- Хакані

## Роль Кундузу в безпеці центрально-азійського регіону
- Афганська криза, що триває кілька десятиліть створила цілу низку політичних феноменів у регіоні. Одним з них став «кундузький фактор», пов'язаний з особливим статусом провінції Кундуз в афганській політичній системі та в регіональній структурі безпеки. Залежно від політичних обставин, кундузький плацдарм перетворювався або на джерело регіональної нестабільності, або на гаранта її надійності.
- Так, у 30-х роках XX століття саме в Кундузі розміщувались бази й тилова інфраструктура басмацького руху, який був головною загрозою для практично всіх радянських республік Середньої Азії.
- За часів Афганської війни 1979–1989 років провінція через стратегічне географічне положення перебувала в зоні активних бойових дій. У провінції дислокувались військові частини одного зі з'єднань — 201-ї мсд.
- У провінції діяли дві найвпливовіші партії афганських моджахедів, ІПА — Ісламська партія Афганістану Ґульбуддіна Хекматіара — уродженця Імам-Сахіб провінції Кундуз. Об'єднувала під своїми прапорами численні загони афганських моджахедів польових командирів — Холмурода, Тимуршаха, Доктора Шамса, Суфі Паянда, Мулло Усмана, Саміулло й інших. А також Ісламське товариство Афганістану — Бурхануддіна Раббані уродженця сусіднього з Кундузом Файзабаду й командувача загонами моджахедів польових командирів Аріфхана, Рахматулло, Бісмулло, Арбоба Хайдара, Джабара й інших.
- У 90-х роках кундузький плацдарм став політичним центром і місцем базування збройних загонів опозиції Таджикистану, які не тільки загрожували офіційному Душанбе, але й сприймались пострадянськими елітами як передовий загін «нового джихаду», спрямованого на всю Центральну Азію.
- Тоді ж, у 1990-х роках, Кундуз набув статусу стратегічної точки в афганському політичному процесі, від контролю над якою залежали перспективи усієї півночі Афганістану. Саме захоплений талібами Кундуз став плацдармом для широкомасштабного наступу загонів талібів 1997 року.

## Сусідні провінції
| Афганістан | Це незавершена стаття з географії Афганістану. Ви можете допомогти проєкту, виправивши або дописавши її. |